# LA Galaxy 2018
Questa voce raccoglie le informazioni riguardanti il LA Galaxy nelle competizioni ufficiali della stagione 2018.

## Organico

### Rosa 2018
Di seguito la rosa del Los Angeles Galaxy aggiornata al 30 aprile 2018.
| N. |                                 | Ruolo | Calciatore             |
| -- | ------------------------------- | ----- | ---------------------- |
| 1  | Stati Uniti (bandiera)          | P     | David Bingham          |
| 2  | Stati Uniti (bandiera)          | C     | Perry Kitchen          |
| 3  | Inghilterra (bandiera)          | D     | Ashley Cole (capitano) |
| 4  | Stati Uniti (bandiera)          | D     | Dave Romney            |
| 5  | Stati Uniti (bandiera)          | D     | Daniel Steres          |
| 6  | Bosnia ed Erzegovina (bandiera) | C     | Adis Husidić           |
| 7  | Francia (bandiera)              | C     | Romain Alessandrini    |
| 8  | Messico (bandiera)              | C     | Jonathan dos Santos    |
| 9  | Svezia (bandiera)               | A     | Zlatan Ibrahimović     |
| 10 | Messico (bandiera)              | A     | Giovani dos Santos     |
| 11 | Norvegia (bandiera)             | A     | Ola Kamara             |
| 12 | Stati Uniti (bandiera)          | P     | Brian Sylvestre        |
| 14 | Stati Uniti (bandiera)          | C     | Servando Carrasco      |

| N. |                        | Ruolo | Calciatore           |
| -- | ---------------------- | ----- | -------------------- |
| 15 | Costa Rica (bandiera)  | A     | Ariel Lassiter       |
| 16 | Norvegia (bandiera)    | D     | Jørgen Skjelvik      |
| 17 | Stati Uniti (bandiera) | C     | Sebastian Lletget    |
| 19 | Stati Uniti (bandiera) | C     | Chris Pontius        |
| 20 | Stati Uniti (bandiera) | D     | Tomas Hilliard-Arce  |
| 21 | Stati Uniti (bandiera) | D     | Hugo Arellano        |
| 24 | Ghana (bandiera)       | C     | Emmanuel Boateng     |
| 25 | Venezuela (bandiera)   | D     | Rolf Feltscher       |
| 26 | Stati Uniti (bandiera) | C     | Efraín Álvarez       |
| 28 | Francia (bandiera)     | D     | Michaël Ciani        |
| 29 | Stati Uniti (bandiera) | D     | Sheanon Williams     |
| 38 | Stati Uniti (bandiera) | A     | Bradford Jamieson IV |
| 41 | Stati Uniti (bandiera) | P     | Justin Vom Steeg     |